# Agrippa (philosophe)
Pour les articles homonymes, voir Agrippa.
Agrippa, philosophe sceptique qui vécut vraisemblablement vers la fin du Ier siècle ap. J.-C., est considéré comme l'auteur des cinq tropes du scepticisme, au moyen desquels il tente d'établir l'impossibilité de la certitude.

## Les cinq tropes ou modes
Les modes sont :
- le désaccord
- la régression à l'infini
- le diallèle (ou raisonnement circulaire)
- l'hypothèse (ou arrêt dogmatique)
- le relatif.

Ces tropes sont exposés par Sextus Empiricus dans ses Esquisses pyrrhoniennes (I, 15). Néanmoins, Sextus ne les attribue qu'aux sceptiques plus récents et c'est par Diogène Laërce (IX, 88) que nous les attribuons à Agrippa.
Deux termes sont employés pour nommer les modes de l'epokhè : mode et trope. Le terme grec employé, τροποσ, signifie « tournure, manière, forme ». Il s'agirait alors des différentes tournures argumentatives permettant de réfuter toute assertion. « Mode » est un terme des plus généraux. On peut le prendre au sens de « point de vue », « forme », « manière d'être » et il se rapproche alors de tropos. Cette vision correspond assez bien aux dix modes d'Énésidème, qui fournissent pêle-mêle différents arguments.
Mais on peut aussi considérer que les modes sont des modes opératoires, c'est-à-dire « une description détaillée des actions nécessaires à l'obtention d'un résultat ». Les modes attribués à Agrippa correspondent particulièrement à cette vision : en les enchaînant logiquement, on peut réfuter n'importe quelle démonstration. Si on tente d'échapper au premier mode, on tombe dans le second ; pour lui échapper, on tombe dans le troisième, etc.
Si on prend chacun des modes isolé les uns des autres, on a une collection de témoins d'erreurs logiques. Si on les prend tous ensemble, on a une réfutation systématique de toute démonstration.
« Il y a entre eux une sorte d'enchaînement logique et ils correspondent à peu près aux diverses positions que les dogmatistes pouvaient occuper, et dont ils étaient successivement délogés ».
Victor Brochard, Les Sceptiques grecs, livre III, chapitre VI, II
Toujours selon Brochard :
Les cinq tropes peuvent être considérés comme la formule la plus radicale et la plus précise qu'on ait jamais donnée du scepticisme. En un sens, encore aujourd'hui, ils sont irrésistibles.
Les Sceptiques grecs, livre III, §6
La stratégie adoptée pour réfuter l'ensemble des démonstrations est de les ramener à la discussion sur le critère de vérité. Quelle que soit la thèse soutenue, on peut demander à la personne la soutenant ce qui permet de dire que ce qu'elle avance est vrai. Tout raisonnement, y compris ceux portant sur les objets les plus spécialisés, se voit alors demander de se justifier par une théorie de la connaissance. Pour rappel, le critère de vérité, c'est ce qui permet de dire que telle affirmation est vraie, et que telle autre est fausse.

### Premier mode: le désaccord
Le premier mode est celui du désaccord. On pourrait le qualifier de mode historique, car c'est là l'une des premières causes du scepticisme. Sextus lui-même dit, quand il s'agit de déterminer pourquoi un individu devient sceptique :
« Car ayant commencé à philosopher en vue de décider entre les impressions et de saisir lesquelles sont vraies et lesquelles sont fausses en sorte d'atteindre la tranquillité, il tomba dans le désaccord entre partis de forces égales ; étant incapable de décider, il suspendit son assentiment »
Sextus Empiricus, Les Esquisses pyrrhoniennes, I, 12, [26]
Le mode du désaccord repose sur le fait que sur la même question, on trouve toujours différentes réponses. Il faut bien comprendre ici que lorsqu'on parle de force égale, il ne s'agit pas d'une mesure rigoureuse qu'on aurait faite, en pesant chacun des arguments, mais de l'effet produit, de l'émotion. La force d'un argument n'est pas en soi. Il ne s'agit pas de soumettre l'argument à une mesure, mais c'est plutôt l'effet produit sur nous autres lorsqu'on suit les débats de grands philosophes : chacun semble aussi convaincant, et en général, on finit par donner raison soit à celui qui a parlé le dernier, soit à celui avec lequel on se sent des affinités.
Ce mode interdit simplement de prendre toute affirmation gratuite pour une vérité. Il permet toutefois de repérer quelles sont les thèses portant sur des points obscurs. S'il existe un consensus concernant une affirmation, si personne ne vient la contester, il n'y a pas à la démontrer. C'est ce qui servira à Sextus pour cautionner les sens : « Je ne dirai pas si j'ai froid ou si j'ai faim, il me semble que je n'ai pas froid ou que je n'ai pas faim ».
En revanche, dès lors qu'un point est contesté par quelqu'un, alors il s'agit d'un point obscur.

### Second mode: la régression à l'infini
Un premier travers est de se servir d'un critère de vérité qui se justifie par lui-même. On peut songer ainsi au critère d'évidence. Si on pose l'évidence comme critère de vérité, qu'est-ce qui justifie ce critère? C'est qu'il semble évident. Pour prouver que l'évidence est un bon critère de vérité, il faut d'abord prouver qu'elle est un bon critère de vérité, et ainsi de suite à l'infini.
Le mode de la régression à l'infini s'applique cela dit plus aux explications généralistes, lorsque le concept de critère du dogmatique n'est pas encore très affiné. Sextus prend ainsi l'exemple du sensible et de l'intelligible, deux catégories vastes dont on serait tenté d'avoir recours dans l'antiquité. On me demande de prouver la véracité de la raison. Si j'emploie la raison pour la démontrer, je  tombe dans le mode de la régression à l'infini.

### Troisième mode: le diallèle
Je peux opter alors pour prouver l'intelligible par le sensible, par exemple, en montrant concrètement ses effets (c'est le principe de l'expérimentation). On a ainsi un critère pour juger de la qualité des idées, et donc de la réalité de ce sur quoi elles portent, de la vérité : elle se fonde sur des données sensibles. Le sensible légitime donc ici l'intelligible. Mais qu'est-ce qui légitime le fait de dire que le sensible légitime l'intelligible? C'est une interprétation, c'est-à-dire de l'intelligible.
La légitimité de l'intelligible repose donc ici sur le sensible, qui repose lui-même sur l'intelligible : c'est le diallèle. Un raisonnement tombe dans le diallèle lorsque pour prouver un point A, on a besoin d'un point B, mais que pour prouver ce point B, on a besoin du point A.

### Quatrième mode: l'hypothèse
Pour échapper à la fois à la régression à l'infini et au diallèle, il reste comme recours de poser son critère de vérité par hypothèse, sans le démontrer. On peut ensuite dénouer toute sa démonstration jusqu'à arriver au point qu'on voulait prouver.
La question que pose le quatrième mode, le mode de l'hypothèse, est : quitte à tenir quelque chose pour vrai sans démonstration, pourquoi ne pas directement tenir pour vrai ce qu'on recherche, plutôt que de partir d'une lointaine cause ? On produit une démonstration afin de prouver un fait, donc si l'ensemble de la démonstration repose sur quelque chose qui n'est pas prouvé, la démonstration perd tout son sens. On parvient finalement à une hypothèse consolidée, et non à une vérité démontrée, comme il est généralement affirmé.

### Cinquième mode: le relatif
Le dernier mode vient parachever la mise en doute. C'est le mode du relatif. Quand bien même on désirerait conserver la conviction de la vérité, on serait bien obligé de reconnaître que cette vérité ne s'impose pas à tout le monde. Il s'agirait alors de notre vérité propre, une vérité relative à nous-mêmes, autant dire une opinion. Ceux qui voudront continuer à prendre la raison pour critère de vérité prendront en fait leur raison, leur raison propre, pour critère, et non pas une raison universelle, comme le montre le premier mode (le désaccord). De la même manière, ceux qui voudront s'en tenir à leurs sensations ne jugeront que selon les sensations qu'ils peuvent avoir, c'est-à-dire leurs sensations personnelles.
Le jugement est un acte personnel, subjectif, qui peut faire l'objet de consensus ou de compromis, mais jamais être éprouvé simultanément. On peut être convaincu par les raisons d'un autre, ou même avoir des idées similaires en même temps, mais jamais partager le même esprit ou le même corps. De ce fait, il est toujours illégitime de passer de l'expérience personnelle à l'universel.

## Postérité
Bien qu'il ne fasse pas expressément référence à Agrippa, on retrouve le même raisonnement chez Hans Albert, qui réduit les cinq modes à trois (le trilemme de Münchhausen), en les nommant régression à l'infini, circularité logique et rupture (qui correspondent à la régression à l'infini, au diallèle et à l'hypothèse). Cela se répercute dans la théorie de la connaissance, sous la forme de l'infinitisme, du cohérentisme et du fondationnalisme.